# Jean Edelmann (Maler)
Jean Edelmann (* 2. Mai 1916 in Paris; † Oktober 2008 ebenda) war ein französischer Maler und Grafiker in der Tradition von Braque und Picasso.

## Biografie
Edelmann stammt aus einer elsässischen Familie. Durch sein familiäres Umfeld unterstand er schon früh dem gleichzeitigen Einfluss der Künste und der Wissenschaften. Sein Vater, ein Arzt, teilte seine Leidenschaft für das Zeichnen und seine Mutter, eine passionierte Theatergängerin, war außerdem eine exzellente Pianistin. Gleichzeitig gesegnet mit dem Talent für das Zeichnen sowie für die Mathematik, nahm Edelmann in beiden Disziplinen am Concours général teil und gewann dort einen Preis im Zeichnen.
Im Jahre 1935 begann er seine Ausbildung an der École polytechnique, die er 1937 bereits wieder verließ. Nach Beginn des Zweiten Weltkrieges wurde er 1940 in Gefangenschaft genommen und blieb für fünf Jahre in einem Lager in Österreich.
Nach seiner Rückkehr aus der Gefangenschaft widmete sich Edelmann der Malerei, der Graphik und der Buchillustration. 1946 heiratete er Catherine Cambier, die ebenfalls eine Buchillustratorin war. Aus dieser Ehe gingen drei Kinder hervor.
Jean Edelmanns erste Ausstellung fand 1952 in der Galerie Cardo in Paris statt. Anschließend präsentierte er seine Arbeiten noch in der Galerie Cinq-Mars, der Galerie Messine und in der Galerie d‘Art International in Paris. Parallel zur Malerei nutzte Edelmann auch verschiedene andere Medien, um sich auszudrücken. Von 1956 bis 1965 nahm er an der Realisation eines Ensembles von Kirchenfenstern für die Kirche Saint-Julien in Caen teil. Auch die Tapisserie stellte für ihn ein wichtiges Medium dar. Von 1960 bis 1963 nahm er neben Künstlern wie Arp, Braque, Lagrange und Picasso an verschiedenen Ausstellungen von kleinformatigen Tapisserien teil.
Ende der 1970er Jahre machte sich Edelmann schließlich durch die Gründung der Musée-Galerie de la S.E.I.T.A. in Paris unabhängig, welche er auch selbst lange verwaltete.

## Werk
Seine Bilder weisen eine gewisse Ähnlichkeit mit Werken des Kubismus auf, dennoch besaß Edelmann eine eigene Handschrift, die ihn von anderen Künstlern des 20. Jahrhunderts unterschied. Neben Stillleben setzte er sich dabei immer wieder mit Themen des Sports oder Orten öffentlicher Ansammlung auseinander. Insbesondere die Werke, die in den 1950er Jahren entstanden wie „La foule“ („Die Menschenmenge“) von 1955 oder „La fête foraine“ („Die Kirmes“) von 1956, leuchten dabei noch in den verschiedensten Farben.
Aber im Sinne eines Gleichgewichts zwischen zeichnerischem und farblichem Konzept, entfernte sich Edelmann im Laufe der Jahre immer mehr von seinen früheren Werken hin zu einem monochromeren Einsatz von Farbe. Die Themen blieben die gleichen, aber die Farben wurden dezenter und der Farbauftrag dünnflüssiger. Die Farbe sollte die Zeichnung nicht mehr dominieren, sondern sie immer noch klar zu erkennen geben. Deswegen schätzte Edelmann auch das Aquarell, welches von Natur aus eine Farbintensität und einen Farbauftrag mitbringt, die die Zeichnung immer noch durchscheinen lassen. Die Stillleben, die in erster Linie immer wieder Küchenutensilien zeigen oder seine Szenen am Strand wie „Dourmeuse au bord de la mer“ („Schlafende am Meer“) von 1988, erschienen von da an immer wieder in blassen, Grau-, Grün- oder Violett-Tönen, denen Edelmann bis in die 1990er Jahre treu blieb.